# Атилио Ферарис
Атилио Ферарис (Рим, 26. март 1904 — Монтекатини Терме, 8. мај 1947) био је италијански фудбалер који је играо као везни играч.

## Клупска каријера
Ферарис је одиграо 10 сезона (254 утакмице, 2 гола) у Серији А, за Рому, Лацио и Бари.

## Репрезентација
Са италијанском репрезентацијом, Ферарис је освојио бронзану медаљу на Олимпијским играма 1928. године и био је део победничког тима Светског купа 1934. године, где је због својих игара на истом именован у тим турнира.
 